# Monchio
Monchio (Münich o Münz en emilià) és un nucli de població dins del municipi de Palagano, a la província de Mòdena, al nord d'Itàlia.
El nom deriva de la contracció vulgar del nom llatí Mons (muntanya), en la seva declinació plural Plebs Montium (parròquia de muntanya), probablement perquè en el seu territori hi ha el cim de l'anomenada Muntanya de Santa Giulia, als Apenins, i perquè la zona va viure una cristianització molt primerenca.
La població de Monchio era de 257 habitants l'any 2014.